# Augustin Vlastelinović
Augustin Vlastelinović (Sarajevo, oko 1600. – sredina  XVII. st.) bio je hrvatski i bosanskohercegovački pjesnik. Pisanka, jedino Vlastelinovićevo djelo za koje danas znamo, napisana je u počast fra Jeronimu Varešaninu.
Prema Ivi Andriću, Vlastelinović je napisao pjesmu u čast svog ujaka biskupa Jerolima Lukića. Djelo je tiskao u Rimu na bosančici.

## Djela
- Pisanka (pjesme, 1637.)

## Vanjske poveznice
- O Vlastelinovićevoj Pisanki